# 天津冴
天津 冴（あまつ さえ）は、日本の漫画家。男性。長野県伊那市出身。

## 経歴
まりお金田（伊原金蔵）等と大野哲也のアシスタントとして活動していた。まんがの森津田沼店で副店長していたことがある。成人誌でデビューし、成人本を2冊出したのち、角川書店の『エースネクスト』で一般誌にデビュー。同社の『月刊少年エース』をメインに執筆しており、同誌に連載された「がぁーでぃあんHearts」はドラマCD化、OVA化され出世作となる。その後『月刊少年エース』にて「まるごと♥杏樹学園」を、『月刊少年エース』および『エースアサルト』にて「くらくらくー」を連載。『月刊少年エース』2009年4月号にて読み切り「ゆずchu♥」を掲載、2009年（平成21年）7月に創刊された『ヤングエース』にて若干設定を変更して連載。

## 作品リスト

### 一般マンガ
※ すべて角川書店。
- 真・魔法少女リディアちゃん（エースネクスト・少年エース桃組、連載終了）
- がぁーでぃあんHearts（少年エース桃組・月刊少年エース、連載終了、全8巻 絶版[1]）
  1. KCA77-1、2001年7月、ISBN 978-4-04-713443-0
  2. KCA77-2、2002年4月、ISBN 978-4-04-713485-0
  3. KCA77-3、2002年9月、ISBN 978-4-04-713507-9
  4. KCA77-4、2003年5月、ISBN 978-4-04-713554-3　「真・魔法少女リディアちゃん」収録
  5. KCA77-5、2003年12月、ISBN 978-4-04-713586-4　「真・魔法少女リディアちゃん」収録
  6. KCA77-6、2004年6月、ISBN 978-4-04-713626-7　「真・魔法少女リディアちゃん」収録
  7. KCA77-7、2004年12月、ISBN 978-4-04-713688-5　「真・魔法少女リディアちゃん」収録
  8. KCA77-8、2005年7月、ISBN 978-4-04-713741-7
- まるごと♥杏樹学園（月刊少年エース、連載終了、全3巻 絶版）
  1. KCA77-9、2006年5月、ISBN 978-4-04-713822-3
  2. KCA77-10、2006年10月、ISBN 978-4-04-713879-7
  3. KCA77-11、2007年5月、ISBN 978-4-04-713925-1
- くらくらくー（月刊少年エース・エースアサルト、連載終了、全3巻 絶版）
  1. KCA77-12、2008年2月、ISBN 978-4-04-715024-9
  2. KCA77-13、2008年8月、ISBN 978-4-04-715101-7
  3. KCA77-14、2009年3月、ISBN 978-4-04-715214-4
- ゆずchu♥（月刊少年エース、読切、2009年4月号掲載、ヤングエースVol.1-8連載、連載終了、全1巻 絶版[1]）
  1. KCA77-15、2010年7月、ISBN 978-4-04-715476-6
- お騒がせ戦乙女（月刊少年エース、読切、2009年7月号掲載）
- シュルルン雪子姫ちゃん feat.ドロロンえん魔くん（ヤングエース、2010年11月号-2011年4月号連載、原作 永井豪、全1巻 絶版）
  1. KCA77-16、2011年4月、ISBN 978-4-04-715678-4

  - Dororonえん魔くんメ～ラめら リポートマンガ（ヤングエース、2011年5月号-、原作 永井豪、番組紹介作品）

### その他コミックス
- 恋はうちらの宝箱（MDコミックス131、メディアックス、1997年、ISBN 978-4-89613-331-8、18禁 絶版）
- 魔女のお茶会（MDコミックス173、メディアックス、1999年、ISBN 978-4-89613-373-8、18禁 絶版）

### アンソロジー
どちらも18禁であり、既に絶版。
- 乙女の想いは最強無敵（コミック・ピーチアルファ Vol. 5、アカネコミックス、茜新社、1996年、ISBN 978-4-87182-231-2）
- 馬鹿の考え休むに似たり（にくきゅうアンソロジーコミック　コンパス電脳アンソロジーコミック14、コンパス、1999年、ISBN 978-4-87763-028-7）

### その他・寄稿等
- 「川澄舞」カット2点 - 『こみっくかのうぉえくすとら Kanon＆AIR』（角川コミックス、角川書店、2002年、ISBN 978-4-04-853532-8、絶版）
- 「カリコリルリ」カット1点 - 『本気（マジ）大悪司』（マジカルキュート、エンターブレイン、2002年、ISBN 978-4-7577-1165-5）
- ゲストコラム「私のフェチ」 - 『悪趣味エロ紀行』（著：がっぷ獅子丸、キルタイムコミュニケーシュン、2005年、ISBN 978-4-86032-169-7）
- 「巫女」ピンナップ1点 - 『月刊COMICメガプラス』 2004年Vol.7（コアマガジン社、本体648円、18禁、絶版）
- 成人作品でコミックス未収録作品が数点あるが、それらは自身の同人誌[2]にて採録している。

### 参加ゲーム
- ぱにっく!!けろけろ王国「瑠流葉綾」（ぱじゃまソフト、2002年9月）
- MCTCG 妖精伝説（エンターブレイン）
  - 〜煌天の使徒〜「紅の特攻天女 南方朱理」（2003年4月）
  - 〜神剣を継ぐ者〜「エルフメイド ミオス・ハラス」（2004年1月）
  - 〜真実の扉〜「四天織天使 ラファエル・アークス」（2004年7月）

## エピソード
- 同じ『月刊少年エース』で連載をしている丸川トモヒロとは公私共につきあいがあり、同人誌『天津少女』において丸川の『成恵の世界』の劇中劇「魔砲少女四号ちゃん」の設定資料および短編を掲載したことがある。
- 剣康之、魚肉んとは公私共に旧知の仲である。
- 以前個人サイトで好きな漫画家として島本和彦と長谷川裕一を挙げており、長谷川裕一が『月刊少年エース』2003年10月号で読み切りを描いた際に担当編集者に頼み込んでサインをもらった。
- 『月刊少年エース』で連載されていた『ムシウタ』のコミカライズを担当していた水清十朗は、天津冴の元アシスタントである。

## 同人活動
サークル名「天雷芽」（てんらいが）。主にコミックマーケットで活動を行っている。代表同人誌は「天津少女」。